# Саядлар
Саядлар (перс. صيادلر) — село в Ірані, у дегестані Хейран, в Центральному бахші, шагрестані Астара остану Ґілян. За даними перепису 2006 року, його населення становило 318 осіб, що проживали у складі 64 сімей.

## Клімат
Середня річна температура становить 13,32°C, середня максимальна – 26,91°C, а середня мінімальна – -0,63°C. Середня річна кількість опадів – 863 мм.
| Клімат поселення                              | Клімат поселення | Клімат поселення | Клімат поселення | Клімат поселення | Клімат поселення | Клімат поселення | Клімат поселення | Клімат поселення | Клімат поселення | Клімат поселення | Клімат поселення | Клімат поселення | Клімат поселення |
| Показник                                      | Січ.             | Лют.             | Бер.             | Квіт.            | Трав.            | Черв.            | Лип.             | Серп.            | Вер.             | Жовт.            | Лист.            | Груд.            |                  |
| Середній максимум, °C                         | 10,38            | 9,88             | 12,05            | 16,39            | 20,62            | 24,82            | 26,91            | 26,50            | 22,38            | 19,64            | 14,52            | 10,94            |                  |
| Середня температура, °C                       | 5,12             | 4,62             | 6,80             | 11,13            | 15,37            | 19,55            | 22,98            | 22,56            | 18,44            | 15,71            | 10,58            | 7,02             |                  |
| Середній мінімум, °C                          | −0,14            | −0,63            | 1,53             | 5,87             | 10,09            | 14,30            | 19,04            | 18,62            | 14,51            | 11,77            | 6,65             | 3,08             |                  |
| Норма опадів, мм                              | 69               | 69               | 74               | 56               | 47               | 29               | 14               | 41               | 108              | 161              | 112              | 83               |                  |
| Середньомісячна швидкість вітру, м/с          | 2.40             | 2.51             | 2.50             | 2.49             | 2.38             | 2.60             | 2.70             | 2.50             | 2.18             | 2.10             | 2.02             | 2.10             |                  |
| Середньомісячна сонячна радіація, кДж/м²·день | 6802             | 9165             | 11294            | 15714            | 19878            | 22888            | 23682            | 20037            | 16028            | 10873            | 8205             | 6367             |                  |
| --------------------------------------------- | ---------------- | ---------------- | ---------------- | ---------------- | ---------------- | ---------------- | ---------------- | ---------------- | ---------------- | ---------------- | ---------------- | ---------------- | ---------------- |
| Джерело:                                      |                  |                  |                  |                  |                  |                  |                  |                  |                  |                  |                  |                  |                  |